# Inhalant
Inhalant, tvar koja se unosi u organizam kroz nos i usta zajedno s udahnutim zrakom. Tvar može biti u obliku pare, plina, praha, magle ili hlapljevine. Inhalanti mogu biti lijekovi ali mogu biti zloporabljeni kao droge.